# Umberto Pennano
Umberto Pennano (all'anagrafe Delfino Umberto Pennano) (La Paz (Colonia), 5 dicembre 1886 – Torino, 17 marzo 1961) è stato un calciatore italiano, di ruolo portiere.

## Carriera

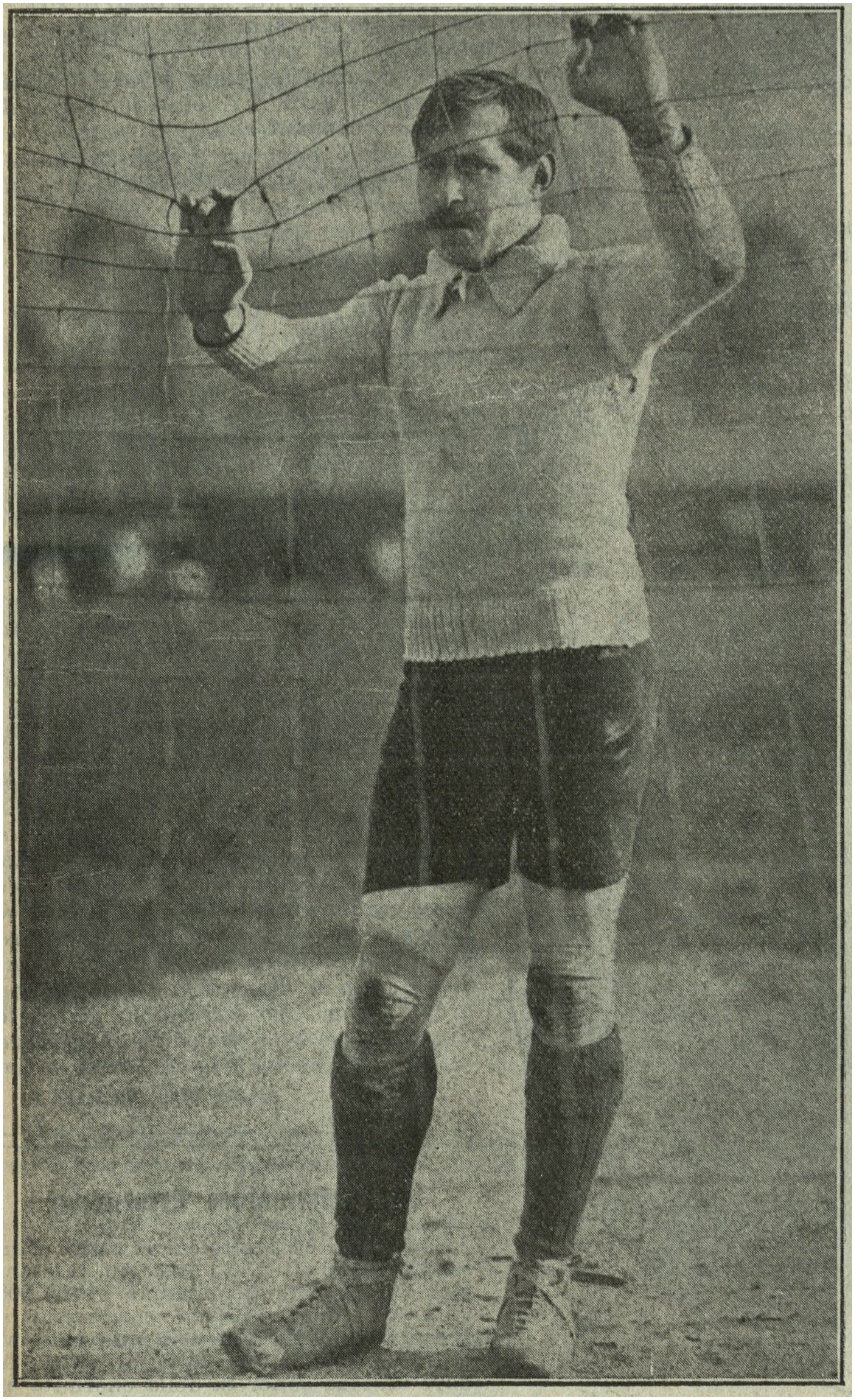
Pennano a Genova nella sua unica partita con il Casale (7 febbraio 1915)

Difende la porta del Torino in due edizioni della Palla Dapples, svoltesi nella primavera del 1909, per poi passare alla Juventus, club con cui esordisce nella partita contro il Torino nel Derby della Mole il 7 novembre 1909 in una sconfitta per 3-1, mentre la sua ultima partita è sempre contro la stessa squadra il 9 febbraio 1913, finita in una sconfitta per 8-6. Nei suoi quattro anni a difendere la porta bianconera colleziona 53 presenze e subisce 115 reti.
Nel 1913 è ingaggiato dal Torino, club con cui ottiene il quarto posto nelle eliminatorie del Piemonte e della Liguria nella Prima Categoria 1913-1914.
È sepolto nel Cimitero di Sauze di Cesana.

## Statistiche

### Presenze e reti nei club
| Stagione        | Club            | Campionato      | Campionato | Campionato |
| Stagione        | Club            | Comp            | Pres       | Reti       |
| --------------- | --------------- | --------------- | ---------- | ---------- |
| 1909            | Torino          | Prima categoria | 0          | 0          |
| 1909-1910       | Juventus        | Prima categoria | 14         | -15        |
| 1910-1911       | Juventus        | Prima categoria | 15         | -27        |
| 1911-1912       | Juventus        | Prima categoria | 17         | -45        |
| 1912-1913       | Juventus        | Prima categoria | 7          | -28        |
| Totale Juventus | Totale Juventus |                 | 53         | -115       |
| 1913-1914       | Torino          | Prima categoria | 17         | -19        |
| 1914-1915       | Casale          | Prima categoria | 1          | -3         |
| Totale carriera | Totale carriera |                 | 71         | 137        |